# Herman Johansson
Pour les articles homonymes, voir Johansson.
Herman Johansson, né le 16 octobre 1997 à Örnsköldsvik en Suède, est un footballeur suédois qui évolue au poste d'arrière droit ou ailier droit au Mjällby AIF.

## Biographie

### Débuts professionnels
Né à Örnsköldsvik en Suède, Herman Johansson est formé par le BK Örnen avant de rejoindre le Friska Viljor FC, où il fait ses débuts dans les divisions inférieurs du championnat suédois. Le 14 février 2020, Johansson rejoint le Sandvikens IF.
Johansson joue son premier match pour le Sandvikens IF le 2 mars 2020, lors d'une rencontre de coupe de Suède face au Djurgårdens IF. Il est titularisé et les deux équipes se neutralisent (2-2 score final).

### Mjällby AIF
En janvier 2021, Herman Johansson rejoint le Mjällby AIF. Le transfert est annoncé dès le 11 décembre 2020 et il signe un contrat de trois ans.
Les débuts de Johansson avec son nouveau club sont toutefois retardés. En effet, il se blesse sérieusement lors d'un match de préparation en vue de la nouvelle saison face au Landskrona BoIS, en janvier 2021. Victime d'une fracture à la cheville, il est opéré et est indisponible pour plusieurs mois.
Johansson retrouve les terrains et découvre pour son premier match officiel pour Mjällby l'Allsvenskan, la première division suédoise, le 1er août 2021, lors de la treizième journée de la saison 2021 face au Kalmar FF. Son équipe s'incline par un but à zéro ce jour-là.